# Spyglass
A Spyglass, Inc., foi uma empresa estadunidense de software sediada em Champaign, Illinois. Fundada em 1990, era uma uma divisão da University of Illinois at Urbana-Champaign criada para comercializar e dar apoio a tecnologias desenvolvidas pelo NCSA). Um destes produtos foi o navegador de internet Mosaic, do qual a Spyglass licenciou a tecnologia e a marca para desenvolver seu próprio navegador. O código-fonte do Spyglass Mosaic foi posteriormente licenciado para a Microsoft e tornou-se a base de desenvolvimento do Internet Explorer.
Em 26 de março de 2000, a OpenTV comprou as ações da Spyglass por US$ 2,5 bilhões. A aquisição foi finalizada em 24 de julho de 2000. O negócio, incluiu ainda o Device Mosaic, um browser embarcado, e Prism, um sistema de transformação e fornecimento de conteúdo.